# Godmode
Godmode è l'ottavo album in studio del gruppo musicale statunitense In This Moment, pubblicato nel 2023.

## Tracce
1. Godmode – 4:00 (Maria Brink, Chris Howorth, Kane Churko)
2. The Purge – 3:59 (Brink, Howorth, Churko, Randy Weitzel)
3. Army of Me (Björk cover) – 3:10 (Björk Guðmundsdóttir, Graham Massey)
4. Sacrifice – 4:22 (Brink, Howorth, Churko)
5. Skyburner – 3:53 (Brink, Howorth, Churko)
6. Sanctify Me – 4:11 (Brink, Howorth, Churko, Weitzel, Travis Johnson)
7. Everything Starts and Ends with You – 3:33 (Brink, Howorth, Churko, Tyler Bates)
8. Damaged (featuring Spencer Charnas) – 3:24 (Brink, Howorth, Churko)
9. Fate Bringer – 3:53 (Brink, Howorth, Churko, Bates)
10. I Would Die for You – 4:36 (Brink, Howorth, Bates)

## Formazione
- Maria Brink – voce, piano
- Chris Howorth – chitarra, cori, programmazione
- Randy Weitzel – chitarra, cori
- Travis Johnson – basso, cori
- Kent Diimmel – batteria